# Viviers-lès-Lavaur
Viviers-lès-Lavaur är en kommun i departementet Tarn i regionen Occitanien i södra Frankrike. Kommunen ligger i kantonen Lavaur som tillhör arrondissementet Castres. År 2022 hade Viviers-lès-Lavaur 265 invånare.

## Befolkningsutveckling
Antalet invånare i kommunen Viviers-lès-Lavaur
| Referens: INSEE |